# Lokur, Athni
Lokur là một làng thuộc tehsil Athni, huyện Belgaum, bang Karnataka, Ấn Độ.